# Canthodimorpha lawrencei
Espèce
Statut de conservation UICN

CRB2ab(iii) : 
En danger critique
Canthodimorpha lawrencei est une espèce de coléoptères de la famille des Scarabaeidae.

## Répartition
L'espèce Canthodimorpha lawrencei est endémique du Mozambique. On la retrouve sur la zone côtière dans le Sud du pays.

## Description
L'holotype de Canthodimorpha lawrencei, un mâle, mesure 15,1 mm de long et sa largeur maximale est de 11,0 mm. Les deux paratypes, des femelles, présentent une longueur moyenne de 14,8 mm et leur largeur maximale moyenne est de 11,7 mm.

## Systématique
Le nom valide complet (avec auteur) de ce taxon est Canthodimorpha lawrencei Davis (d), Scholtz (d) & Harrison (d), 1999,.

### Étymologie
Son épithète spécifique, lawrencei, lui a été donnée en l'honneur de l'arachnologue sud-africain Reginald Frederick Lawrence (1897-1987) qui a collecté l'holotype.

### Publication originale
- (en) A. L. V. Davis, C. H. Scholtz et J. du G. Harrison, « New and threatened Afrotropical dung beetle taxa in the Gondwanaland tribe Canthonini (Coleoptera: Scarabaeidae: Scarabaeinae) », African Entomology, Afrique du Sud, vol. 7, no 1,‎ 1999, p. 77-84 (ISSN 1021-3589, e-ISSN 2224-8854, lire en ligne, consulté le 10 octobre 2024).